# Titularbistum Ath Truim
Das Bistum Ath Truim (lateinisch Dioecesis Atrimensis) ist ein Titularbistum der römisch-katholischen Kirche.
Das ehemalige Bistum hatte seinen Sitz in der Stadt Trim (irisch Baile Átha Troim) in der irischen Provinz Leinster im heutigen Irland. Es gehörte der Kirchenprovinz Armagh an.
| Titularbischöfe von Ath Truim |                             |                                               |                   |                   |
| Nr.                           | Name                        | Amt                                           | von               | bis               |
| 1                             | Miguel Fenelon Câmara Filho | Weihbischof in Fortaleza (Brasilien)          | 9. Januar 1970    | 24. November 1976 |
| 2                             | Michael Mary O’Shea OSM     | Apostolischer Vikar von Ingwavuma (Südafrika) | 19. November 1990 | 30. Mai 2006      |
| 3                             | Gregory O’Kelly SJ          | Weihbischof in Adelaide (Australien)          | 6. Juli 2006      | 15. April 2009    |
| 4                             | John J. O’Hara              | Weihbischof in New York (USA)                 | 14. Juni 2014     |                   |